# Менелик II
Менелик II (Гиз: ምኒልክ) крштен као Сале Марјам (Анголела, Дебре Берхан, Шоа, 17. август 1844 — Адис Абеба 12. децембар 1913) био је краљ Шое (1866—1889), а затим цар (негуша негаста) Етиопије од 1889. до своје смрти 1913. године.
На врхунцу своје владавине 1898, успео је да територијално увећа Етиопију, осигура јој међународно признање и да ју преобликује је у модерну државу по узору на тадашње европске државе.
Након победе над италијанском војском код Адве 1896, постао је славан у светским размерима.

## Биографија

### Младост
Рођен је у Анголели, поред Дебре Берхана у региону Шоа као син владара Хајле Мелекота од Шое и принцезе (воизеро) Ијигајеху.
Нешто пре своје смрти 1855, отац га је одредио за свог наследника. Но убрзо након смрти оца Хајле Мелекота, Шоу је заузео цар Теводрос II и затворио Сале Марјама у своју планинску утврду Магдалу. Није поступао лоше са њим, чак му је понудио руку своје кћери Алташ Теводрос, што је млади Сале прихватио и оженио је 1864. године. Међутим, заточеништво му није одговарало те је побегао у Шоу у ноћи 1. јула 1865. године. По повратку у Шоу, скинуо је с власти Безабеха, којег је у међувремену поставио цар Теводрос II и прогласио се негушом с владарским именом Менелик, алудирајући тиме да је директни потомак легендарног етиопског владара Лебна Денгела. Менелик се либио сукоба са својим директним такмацем у борби за етиопски царски престо, Касајем Мерчом. Чак је након његове сјајне победе над Египћанима у бици код Гура (7-9. март 1876) постао његов присталица и признао му власт. Он је, након што је постао цар Јоханес IV, заузврат признао Менелику његово наследно право на титулу краља од Шое, те га је чак лично окрунио.
Две породице су своје савезништво поткрепиле и женидбом. Менелик је дао своју кћер Заудиту (каснија царица Заудита) за жену сина Јоханеса IV, Араја Јоханеса Селасија.

### Успон на царски трон
Кад је 10. марта 1889, цар Јоханес IV убијен у рату против суданских дервиша за време Битке код Галабата, одмах се прогласио негуша негаста (царем) Етиопије 25. марта 1889, не обазирући се на то што је цар за свог наследника изабрао свог сина Јоханеса Менгеша. Менелик је тврдио да му царска титула припада по томе што је он директни следник Соломонске династије по мушкој линији, док је цар Јоханес ИВ (и његови наследници) следник по женској линији. На крају тих борби за царски престо, победио је Менелик, који је на своју страну придобио већину етиопског племства. Он је и званично окруњен за цара од Абуне Шое Матевоса у цркви Свете Марије на брду Ентото 3. новембра 1889. године.
Менелик је првобитно имао симпатије за Италијане, чак се и користио њиховом помоћи да загосподари покрајинама Тиграј и Амхара. Тако да је свега два месеца након свог устоличења, на наговор италијанског амбасадора грофа Пјетра Антонелија, потписао је 2. маја 1889. Споразум о пријатељству с Краљевином Италијом у градићу Учјале.
Споразум је признавао Менеликов суверенитет над Етиопијом, а Краљевини Италији дао могућност оснивања колоније у Еритреји, заправо над обалним појасом Црвеног мора.
Тај део земље (Медри-Бахри) Менелик ионако није држао за саставни део тадашње Етиопије. Италијани би заузврат пружали Менелику новчану, војну и сваки други облик помоћи. Италијани су, наиме, по узору на Британце (Протекторат Аден) и Французе (Џибути) хтели да осигурају своју присутност на том, тада изузетно важном, пловном путу из Суецког канала за Далеки исток. Двојезични Споразум о пријатељству из Учјале изгледа да није био исти на италијанском и амхарском језику (чланак 17. Споразума). Према италијанском тексту, Италија је добила протекторат над Етиопијом и потпуну контролу над свим унутрашњим и спољним пословима. Амхарска верзија Споразума дозвољавала је Менелику да може имати односе и с другим државама. Менелик II је пак једнострано прогласио Споразум о пријатељству неважећим 1893. године. На ту вест је италијанска влада решила да војном интервенцијом присили Етиопију на поштовање Уговора.
Великом војном победом у бици код Адве, Менелик је присилио Краљевину Италију на повлачење из Етиопије и потписивање мировног споразума у Адис Абеби у октобру 1896. године.
Победа над Италијанима код Адве донела је Менелику светску славу, након ње настала је нека врста нове религије о супериорности Африканаца, као нека противтежа политици колонијализма. Ширена је у такозваним Етиопским црквама, од Сомалије, Кеније па све до Јамајке (растафаријанизам). По њиховом веровању Исус Христ је био црнац, а подлогу за своја веровања тражили су у етиопској светој књизи Кебра Нагаст.

### Модернизација земље
Менелик је утемељио нови главни град Етиопије Адис Абебу, и почео да уводи елементе западне цивилизације у Етиопију. Утемељио је прву модерну банку - Банку Абесиније, увео први модерни поштански систем (телефон, телеграф), увео струју и водовод у Адис Абебу, прва моторна возила. Успоставио је одличне односе са Руском Империјом, која је постала његов најважнији политички ослонац у његову настојању да уједини Етиопију, дотад разједињену разним интересима. Од 1893. до 1913, Рус Николај Леонтијев био је његов лични саветник. Менелик II био је подозрив према Британији, за коју је држао да ради све на дезинтеграцији Етиопије. Но кад су здружене британско-египатске снаге поновно преузеле контролу над Суданом 1898, односи су се поправили. Тако је од 1889. Менелик слао своју војнике као помоћ британским снагама у гушењу побуне сомалијског лидера Сејида Мухамеда Хасана Абдулаха.
Успоставио је одличне односе с Француском, с којом је 1897. потписао споразум о трговини, под врло повољним условима. Нешто раније, 1894, потписао је концесиони уговор за градњу жељезничке пруге Адис Абеба-Џибути. Кад је 1902. сазнао да тиме Француска стиче потпуну контролу над трасом пруге и на територији Етиопије, обуставио је даљњу градњу пруге од Дире Даве ка унутрашњости пуне четири године. Одобрио је наставак радова тек 1906, кад су Француска, Велика Британија и Италија пристале да се контрола над пругом да удруженој корпорацији.
Већ озбиљно болестан у мају 1909, одредио је за наследника свог унука Лиј Јасуа. Менелик II умро је након упале плућа 1913. године. Наследио га је његов нећак Јасу V, који је владао врло кратко од 1913. до 1916, а потом је владала царица Заудита (1916—1930).

## Занимљивост
Мирко Сељан је у служби цара Менелика II био гувернер јужних провинција Етиопије. Тамо је заједно с братом Стевом провео три године утврђујући границу између Етиопије и Кеније.